# Woman, Wake Up!
Pour plus de détails, voir Fiche technique et Distribution.
Woman, Wake Up! est un film américain réalisé par King Vidor, sorti en 1922.

## Synopsis
S'étant marié après une cour rapide, Monte Collins trouve que sa femme Anne est trop concernée par les tâches domestiques alors que lui préfère d'une vie mondaine. S'en rendant compte, Anne décide d'apprendre les derniers pas de danse, de s'habiller chez les grands couturiers, et de sortir escortée d'Henry Mortimer, un ami de son mari. À la longue, Monte se rend compte que sa femme s'éloigne de lui et en devient jaloux. Anne le convainc qu'elle l'aime toujours et Monte finit par s'habituer aux charmes de la vie domestique.

## Fiche technique
- Titre original : Woman, Wake Up!
- Réalisation : King Vidor (généralement attribuée à Marcus Harrison[1])
- Scénario : C. B. Manly
- Photographie : George Barnes
- Société de production : Florence Vidor Productions
- Société de distribution : Associated Exhibitors
- Pays de production :  États-Unis
- Langue originale : anglais
- Format : noir et blanc — 35 mm — 1,37:1 — Film muet
- Genre : Comédie dramatique
- Durée : 6 bobines
- Date de sortie :
  - États-Unis : 5 mars 1922

## Distribution
- Florence Vidor : Anne
- Charles Meredith : Henry Mortimer
- Louis Calhern : Monte Collins